# Antitrogus brooksi
Antitrogus brooksi är en skalbaggsart som beskrevs av Britton 1978. Antitrogus brooksi ingår i släktet Antitrogus och familjen Melolonthidae. Inga underarter finns listade i Catalogue of Life.